# Теодора Тарханиот
Теодора Тарханиот (грч. Θεοδώρα Ταρχανειώτισσα, умрла пре 1283. године), Византијска племкиња и монахиња из друге половине 13. века, сестричина византијског цара Михаила VIII Палеолога.
Теодора Тарханиот била је ћерка Нићифора Тарханиота, великог доместика Никејског царства, и његове друге жене Марије Палеолог – старије сестре будућег цара Михаила VIII Палеолога. Пошто су се њени родитељи венчали око 1237. године, а Теодора је већ била удата 1258. године, треба претпоставити да је рођена крајем 1330-их или у првој половини 1340-их. У брака њених родитеља рођена су још три брата – Андроник, Михаило и Јован, а из претходног брака свог оца – има полусестру, познату као Ностонгониса Тарханиот.
Теодора је прво била верена за дворског достојанственика Валанидиота, бившег пажа цара Теодора II Ласкариса. Међутим, почетком 1258. године, пошто је веридба са Валанидиотом већ била званично објављена, цар Теодор II Ласкарис наредио је Теодори да се уда за Василија Каваларија. Раскид веридбе са Валанидиотом био је велики ударац за Теодорину породицу, која није могла да прихвати зета наметнутог од цара. Нови муж није се свидео ни Теодори, а њихов брак је остао неконзумиран због Каваларијеве полне немоћи, због чега је он оптужио своју ташту цару да на њему врши црну магију. Осетљиви цар је наредио да се испита Теодорина мајка и чак је подвргнуо мучењу како би признала кривицу, а убрзо затим уследило је хапшење њеног брата Михаила Палеолога. Из тог разлога, након што је власт прешла у руке цара Михаила VIII Палеолога 1259. године, један од његових првих поступака био је да је разведе од Каваларија и уда је за њеног претходног вереника, Валанидиота. Поред тога, Теодориног новог мужа је њен ујак поставио за великог стратопаедарха.
Валанидиот је умро 1266. године, након чега се Теодора замонашила и узела име Теодосија. Као монахиња, заједно са својом мајком монахињом Мартом и својом полусестром монахињом Ностонгонисом, Теодосијаје од самог почетка био на челу арсенитског покрета – формирали су се Арсенити, који су подржавали цариградског патријарха Арсенија Ауторијана, свргнутог од стране цара Михаила VIII, као језгро верско-политичке опозиције против цара Михаила VIII Палеолог. Теодосија Тарханиотиса је остала арсенијка до краја живота 1283. године. Непосредно пре тога, када је те године избио раскол међу Арсенитима, она и њена сестра подржале су екстремно крило покрета, на чијем је челу био њен брат Јован Тарханиот.